# وسمة كابادوكية
الوسمة الكابادوكية (باللاتينية: Isatis cappadocica) نوع نباتي من جنس الوسمة من الفصيلة الصليبية. سميت نسبة إلى كابادوكيا في تركيا.

## الموئل والانتشار
موطنها بلاد الشام وتركيا.

## ثبت المراجع
1. ↑  قاعدة البيانات الأوروبية-المتوسطية للنباتات.خريطة انتشار الوسمة الكابادوكية (بالإنكليزية). تاريخ الولوج 3 أيار 2012. نسخة محفوظة 09 يناير 2018 على موقع واي باك مشين.